# Genete Jacobsdatter Craigengelt
Genete Jacobsdatter Craigengelt, född 1500-talet, död 1567, var en dansk (ursprungligen skotsk) godsägare. Hon var känd för de rättsprocesser hon drev mot sina makar. 
Hon gifte sig 1525 i Leith med Mogens Lauridsen Løvenbalk til Tjele (d. 1536) och sedan med Hans Skriver. Hon var ursprungligen en medlem av den skotska adeln, och blev i Danmark kallad "den skotske kvinde på Tjele". Hon levde i fejd med sin make, som vid sin död 1536 testementerade sitt gods Tjele till sin svåger Erik Skram i stället för henne och deras son, Knud Mogensen. Från 1554 drevs en rättsprocess för att bevisa äktenskapets legitimitet och därmed sonens arvsrätt. 